# 뒤 맞교차
시상상부 맞교차(epithalamic commissure)라고도 하는 뒤 맞교차(posterior commissure, 후교련)는 뇌수도관의 입쪽 끝(rostral end)의 등쪽 측면에 있는 중앙선을 교차하는 흰색 섬유의 둥근 띠이다. 이것은 양측 동공 빛 반사에 중요하다. 이것은 시상상부의 일부를 구성한다.

## 같이 보기
- 안쪽세로다발의 입쪽 사이질핵
- 덧눈돌림 핵
- 대음순

## 참고 문헌
이 문서는 현재 퍼블릭 도메인에 속하는 그레이 해부학 제20판(1918) page 812의 내용을 기초로 작성된 글이 포함되어 있습니다.